# Schinnen vasútállomás
Schinnen vasútállomás vasútállomás Hollandiában, Schinnen községben, Schinnen településen.

## Vasútvonalak
Az állomást az alábbi vasútvonalak érintik:
- Sittard–Herzogenrath-vasútvonal

## Kapcsolódó állomások
A vasútállomáshoz az alábbi állomások vannak a legközelebb:
- Spaubeek vasútállomás (északnyugat)
- Nuth vasútállomás (délkelet)